# 内田航
内田 航（うちだ わたる、1999年9月7日 - ）は、日本の俳優。神奈川県出身。エイベックス・マネジメント所属。

## 出演

### テレビドラマ
2020年
- フジテレビ開局60周年特別企画『教場』（1月4日・5日、フジテレビ） - 内山航海 役
- ホームルーム（1月24日 - 3月27日、MBS） - 土田光輝 役
- BS-TBS開局20周年記念ドラマ『左手一本のシュート』（3月14日） - 芳賀開 役

2021年
- ナイト・ドクター（6月21日 - 9月13日、フジテレビ） - 鳥山公輝 役
- 凛子さんはシてみたい（10月20日 - 12月8日、MBS） - フツメン 役

2022年
- チェイサーゲーム（9月8日 - 10月27日、テレビ東京） - インターン生 役

2023年
- 何かおかしい2 第4話 (4月5日 - 6月21日、テレビ東京) -中継スタッフ 役
- フジテレビ開局65周年特別企画『風間公親-教場0-』（4月10日 - 6月12日、フジテレビ） - 訓練生 役

2024年
- 恋する警護24時（1月13日 - 3月9日、テレビ朝日） - 河野宗一 役

### 配信ドラマ
2023年
- 悪魔はそこに居る 第8話（3月23日、Paravi）

### 舞台
2020年
- 朗読劇『READING LIVE DREAM ～2020 in August～』（8月5日 - 16日、上野ストアハウス）
  - 「研究会の日常」 - ⻫藤今⽇助 役
- 朗読劇『READING LIVE DREAM ～2020 in October～』（10月9日 - 18日、ウッディーシアター中目黒）
  - 「夢の行方」 - 黄一 役
- 朗読劇『夢と希望のプロジェクト～vol.1～』（11月10日 - 15日、上野ストアハウス）
  - 「寂寞と⼣焼け」 - 山口花太郎 役

2021年
- 劇団シアターザロケッツ『喫茶ミツルの3日間』（3月17日 - 21日、テアトルBONBON） - 与田隼人 役
- GS382 ―暁の章―（12月9日 - 26日、Mixalive TOKYO） - 一橋キリコ 役

2022年
- プライムーン＆GS382－2022年に愛を込めて－（5月12日 - 21日、品川プリンスホテル クラブex） - 一橋キリコ 役
- 劇団4ドル50セント オリジナル公演『Take Off』再演（6月16日 - 19日、シアターグリーン BOX in BOX THEATER）
- 劇団シアターザロケッツ『エスパーの卒業式』（10月19日 - 23日、六行会ホール） - 三田春彦 役

2023年
- 劇団4ドル50セント第3回本公演『ほどよく洒落たチョコレート』（2月8日 - 12日、シアター・アルファ東京） - 町村爽 役
- E-Stage Topia『夜光星-ヒバナニマツワルキョウソウキョク-』（3月1日 - 5日、ザ・ポケット） - オクサワ 役
- 劇団シアターザロケッツ『お客様に神様ですHOTEL』（4月12日 - 16日、ザ・ポケット） - 橋本心 役
- メロメロ活劇『忍び、恋うつつ～猿飛咲助ノ巻～』（7月13日 - 18日、ザ・ポケット） - 霧隠忠人 役
- カラスカ公演『ぶっ続けリバース！』（10月11日 - 15日、シアター・アルファ東京） - 主演・浅井透 役

2024年
- 劇団シアターザロケッツ『星降る学校』（4月10日 - 14日、ザ・ポケット） - 主演・田原 役
- E-Stage Topia『ALTERNATIVE』（8月9日 - 18日、ザ・ポケット） - 猿渡猴決 役
- T1project Musical vol.6 ミュージカル『ココロノカケラ』（9月25日 - 29日、博品館劇場）[2]　- 多々良優 役
- 劇団シアターザロケッツ『そのアパートでは変身できない』（11月20日 - 24日、六行会ホール） - 月の王子ピッコルン/皆月ピー助 役

2025年
- スズキプロジェクトバージョンファイブ本公演『極道シアターカンパニー』（3月1日 - 9日、ウッディシアター中目黒）- 柿澤 役

### ライブ・コンサート
2023年
- うえのけいこ作詞家25周年『風のうたコンサート』（7月19日、博品館劇場） - 一橋キリコ 役（「アイドルステージ」より）

### イベント
2022年
- P.P.P 222 ～Prime Poetical Party～（2月11日 - 14日、品川プリンスホテル クラブeX） - 一橋キリコ 役
- P.P.P 225 ～Prime Precious Party～（5月22日、品川プリンスホテル クラブex） - 一橋キリコ 役
- 内田航バースデーイベント2022～23歳だよわたるくん全員集合～（9月7日、高円寺studioK）

2023年
- ほどよく洒落たチョコレート アフタートークリアルイベント（2月19日、池袋LiveHouse mono）
- 劇団4ドル50セント6周年記念イベント（8月23日、K-Stage)
- 内田航爆誕祭2023～わたるくん24歳お祝いスペシャル～（9月7日、高円寺studioK）ゲスト：山縣悠己・内田葵
- いろいろ ドルフェス 2023（9月23日、品川プリンスホテル ステラボール） - 一橋キリコ 役

2024年
- 内田航生誕祭2024 ～喋ります!歌います!!コントします!!! 25歳記念スペシャル～（9月7日、高円寺studioK）

### ミュージックビデオ
2020年
- YuAhRa『蛍』

### 配信
2021年
- 『絵本男子』 まんげつのよるのピクニック/手遊び まつぼっくり/ぼく、わたしのトリセツ/手遊び ジングルベル

### 広告
2021年
- 合宿免許スクール『走り出した、その先に』 - 坂田悟 役

2022年
- ラフアンドロード 春夏新作カタログモデル
- ラフアンドロード 秋冬新作カタログモデル
- アイアム ア ボートレーサー 第7話『俺はガリコシ 篇』
- アイアム ア ボートレーサー 第12話『カミオの弟子入り 篇』